# 洗碗

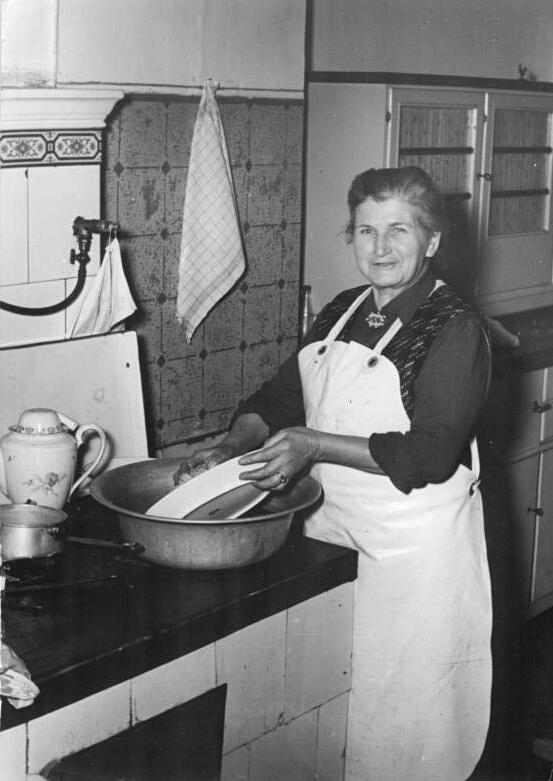
1951年，一位德国人在洗碗

洗碗是指人們通過各種方法清洁炊具、盘子、餐具，目的是防止人們罹患食源性疾病。人們一般會在盥洗盆中用手洗碗，並且在碗筷中放入洗潔精，也有人通過洗碗機来洗碗。人們通常在廚房、杂物间、碗碟间或其他地方洗碗。